# Jo Rutten
Jozefus Alphons Marie (Jo) Rutten (Heel en Panheel, 20 mei 1934 – Hunsel, 21 maart 2007) was een Nederlands ruiter.
Jo Rutten heeft tweemaal als dressuurruiter aan de Olympische Spelen meegedaan, zowel individueel als in teamverband. De eerste keer nam hij individueel en samen met zijn team, deel aan de Spelen van 1976 in Montreal. Individueel behaalde hij met zijn paard Banjo een elfde plaats in de kwalificatiewedstrijd en een negende plaats na de finale met een puntentotaal van 1189. Met zijn paard Lucky Boy nam hij deel aan de wedstrijd voor dressuurteams.  Met dit team, verder bestaande uit Marjolijn Greeve en Louky van Olphen-van Amstel, werd een zevende plaats in de wacht gesleept met een totaal van 4380 punten.

Bij zijn tweede deelname, de Spelen van 1984 in Los Angeles, was hij individueel minder succesvol. Hij werd met zijn paard Ampère slechts 28e, waardoor hij voor verdere deelname in de finalewedstrijd was uitgeschakeld. Het team, verder bestaande uit Tineke Bartels-de Vries en Annemarie Sanders-Keijzer, behaalde een verdienstelijke vierde plaats met een totaal van 4586 punten. 
Na zijn sportieve loopbaan werd Rutten, die privé een aannemersbedrijf runde, bondscoach van het Nederlandse dressuurteam. Ook werd hij internationaal jurylid voor dressuurwedstrijden.
Rutten overleed op 21 maart 2007 na een ziekbed op 72-jarige leeftijd.